# Minnaertgebouw
Minnaertgebouw – jeden z budynków kampusu Uniwersytetu w Utrechcie (Holandia). Zlokalizowany jest przy Leuvenlaan 4.

## Historia i architektura
Obiekt wybudowano w latach 1994-1997 według projektu Willema Jana Neutelingsa i Michiela Riedijka. Mieści restaurację, obszerny hol, sale wykładowe i laboratoria. Charakteryzuje się elewacją w kolorze rdzy, a także unikalnym systemem gromadzenia wody deszczowej, która wnika do wnętrza przez szczelinę w dachu i gromadzona jest w holu, w otwartym kolektorze-sadzawce o wymiarach 50x10 metrów. Podczas opadów system jest źródłem naturalnych wrażeń słuchowych i optycznych.

## Nazwa
Nazwa upamiętnia belgijskiego astronoma - Marcela Minnaerta. 